# Metynnis cuiaba
Metynnis cuiaba är en fiskart som beskrevs av Pavanelli, Ota och Arthur Petry 2009. Metynnis cuiaba ingår i släktet Metynnis och familjen Characidae. Inga underarter finns listade i Catalogue of Life.